# Harbour View Football Club
Maillots
Actualités
Le Harbour View Football Club est un club jamaïcain de football basé à Kingston.

## Palmarès
- CFU Club Championship (2)
  - Vainqueur : 2004, 2007

- Championnat de Jamaïque (5)
  - Champion : 2000, 2007, 2010, 2013 et 2022

- Coupe de Jamaïque (4)
  - Vainqueur : 1994, 1998, 2001, 2002
  - Finaliste : 2003, 2005

## Anciens joueurs
- Preston Burpo
- Peter Cargill
- Ricardo Gardner
- Dwayne Miller
- Lovel Palmer

## Logo du club

Ancien logo
Logo  actuel